# ルノー・4
ルノー・4(Renault 4,R4)は、フランスの自動車製造会社であるルノーが製造・販売していた乗用車。フランス語では「4」を「キャトル」、または「カトル」(仏: quatre)と読む。商業的に成功した世界初のハッチバック車とされ、約835万台が生産された。モデルチェンジなしの量産車としてはフォルクスワーゲン・タイプ1とフォード・モデルTに次ぐ、累計世界第3位の生産台数を記録している。

## 概要
1950年代のフランスにおける人気車種であったシトロエン・2CVを徹底的に研究して設計、開発された。
当時ルノーでは最小モデルとして750cc級リアエンジンのルノー・4CVを生産していたが、リアエンジンは室内空間が広くできるものの、車体前部のトランク容量は小さく、使い勝手がいいとは言えなかった。また、エンジン、タイヤ、エンジンオイル、道路舗装の進歩による速度や路面グリップ力の向上も、リアエンジン車にとっては不安要素となった。
4CVは1946年から長らく生産されており、時流に比べてやや旧態依然・陳腐化していた。後継モデル開発にあたっては、前輪駆動の2CVが当初『缶詰』等と嘲笑されつつも、着実にフランスの路上に繁殖している以上、それを凌駕する車にすることが必須だった。
このため前輪駆動方式を採用するとともに、機能性を優先し小型の貨物バンを思わせるバックドア付きの2ボックスハッチバックスタイルを採用した。乗用車ではあるが貨物車のような汎用性を備え、ラゲッジスペースに限りのあったシトロエン・2CVに差を付けたのである。
ルノーのベーシックモデルとして企画された4シリーズ（当初は排気量750cc。当初600ccのルノー・3も存在した）は、経済的で実用性の高い小型車であったことから庶民に受け入れられ、ルノーの大衆車市場での足場を固めた。
このモデルの基本設計を基礎として、1968年にルノー・6、1972年にルノー・5の各前輪駆動車が登場し、それ以外にも、商用仕様の「4/F4、4/F6（フルゴネット）」や様々な特別仕様車、レジャー用の『ロデオ』シリーズ等を派生した。2CVのような熱心なファンこそ少なかったものの、商業的には大きな成功を収め、1992年まで生産が続けられた。

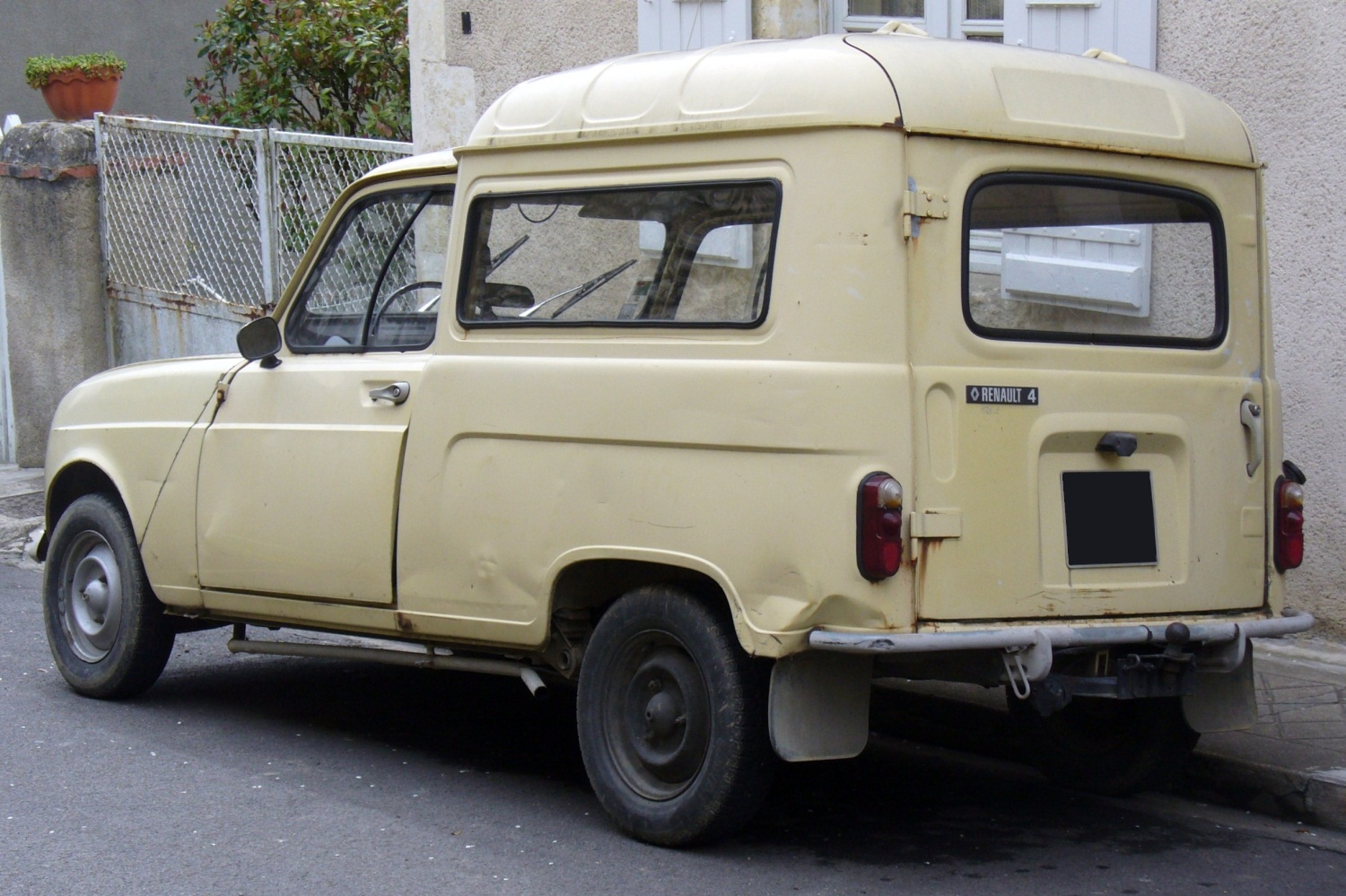
フルゴネット

## 特徴

### 車体
- 架装されるボディは、4ドアとテールゲート（ハッチバック）を組み合わせたものだが、この2ボックス型の貨物車風ボディ形式は、後のフォルクスワーゲン・ゴルフなど、多くのハッチバック車の先駆けとなった。ライバル車シトロエン・2CV同様、コストダウンのため、全ての窓には平面ガラスを使用している。四枚あるドアウインドウはいわゆる引き違い式で、2CVの跳ね上げ式よりは使いやすかったが、注意しないと外れて室内に落ちることがある。
- 室内からのドアの開閉は、ちょうど手が入るサイズに開いている穴に、手を差し込んで操作する簡素な方式である。
- 換気はフロントウインドシールド下のフラップ式ベンチレーターを利用した簡易構造で、この点もシトロエン・2CVと同じであり、古い時代のクーラー搭載を考慮していない大衆車ではごく標準的な方法である。日本など各国の気候に合わせ、後付クーラーを搭載する車も存在したが、プーリーのベルトが緩むトラブルを多発させる原因になった。
- 内装はドアにかろうじて布が貼ってあるものの、基本的に鉄板が剥きだしであった。
- 座席は布張りにスプリングを組み合わせた簡易な構造ながら良好な座り心地であった[2]。
- ウインドウウォッシャーは電動式ではなく、床のペダルを踏むことにより、水鉄砲方式で拭きかけられる。慣れるとペダルを踏む強さを調節して好きな位置に吹くことができた。
- 他のラテン車同様キャンバストップ車が多く、純正のＷサンルーフの他、後付けのキャンバストップ仕様も多く存在する。

### サスペンション・ドライブトレーン
- サスペンションは前が縦置きトーションバー・スプリングによるダブルウィッシュボーン式、後ろは横置きトーションバー・スプリングで支えられたフル・トレーリングアーム式だが、後部サスペンションのトーションバーは左右輪とも車体全幅近い長さを持つ、柔らかでストロークの大きな設定である。
  - 長いトーションバー・スプリング2本はどうしてもずらして配置せざるを得ないが、上下並行では室内空間が圧迫されることから、前後に平行に配置した。その結果、左右のホイールベースに50 mmのずれが生じることとなったが、後輪にこの程度のわずかなずれがあっても大きな問題にはならないという、前輪駆動車ならではのユニークな割り切りによる手法である。この結果荷室の床を平らにでき、サスペンションセッティングの自由度を高めて、優れた悪路走破性も確保できた。ただしサスペンション・ストロークを大きく取っているため、空車状態では車体後部が大きく持ち上がった前のめりの格好となる。

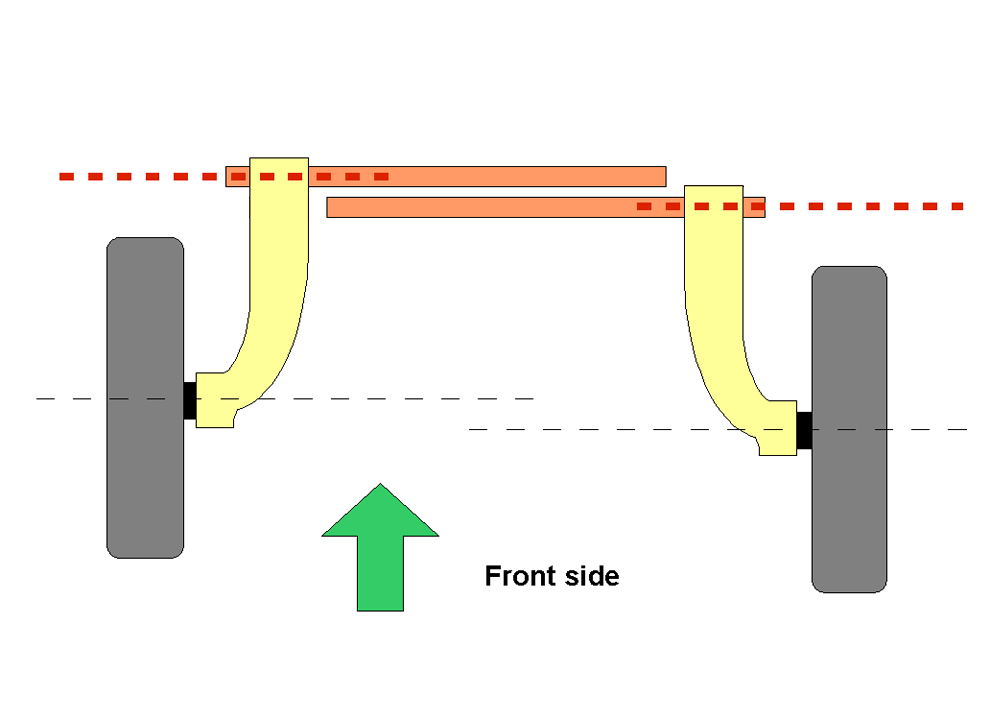
リアサスペンション平面図

- エンジンは当初4CVのものをそのまま活用し、搭載位置もトランスミッションが先頭で、その直後にディファレンシャルとエンジンが縦置きされた。リアエンジン車用のドライブトレーンを、そのままの向きで車体前方に移植したような体裁である。
  - シフトレバーはトランスミッションから長い棒を介し、エンジンを乗り越え、車室前方隔壁を貫いて、運転席のダッシュボードに直接繋がっている構造で、シトロエンのトラクシオン・アバンや2CVと同じ手法である。変速操作もシトロエン・2CVと似た、ダッシュボードから生えたレバーを回したり、押し引きする方式で、前進4速、後進1速である。ちなみに1速と後進はカウンターギアを出し入れして同じギアを使用するが、この方式は初期の5（サンク）も同様である。

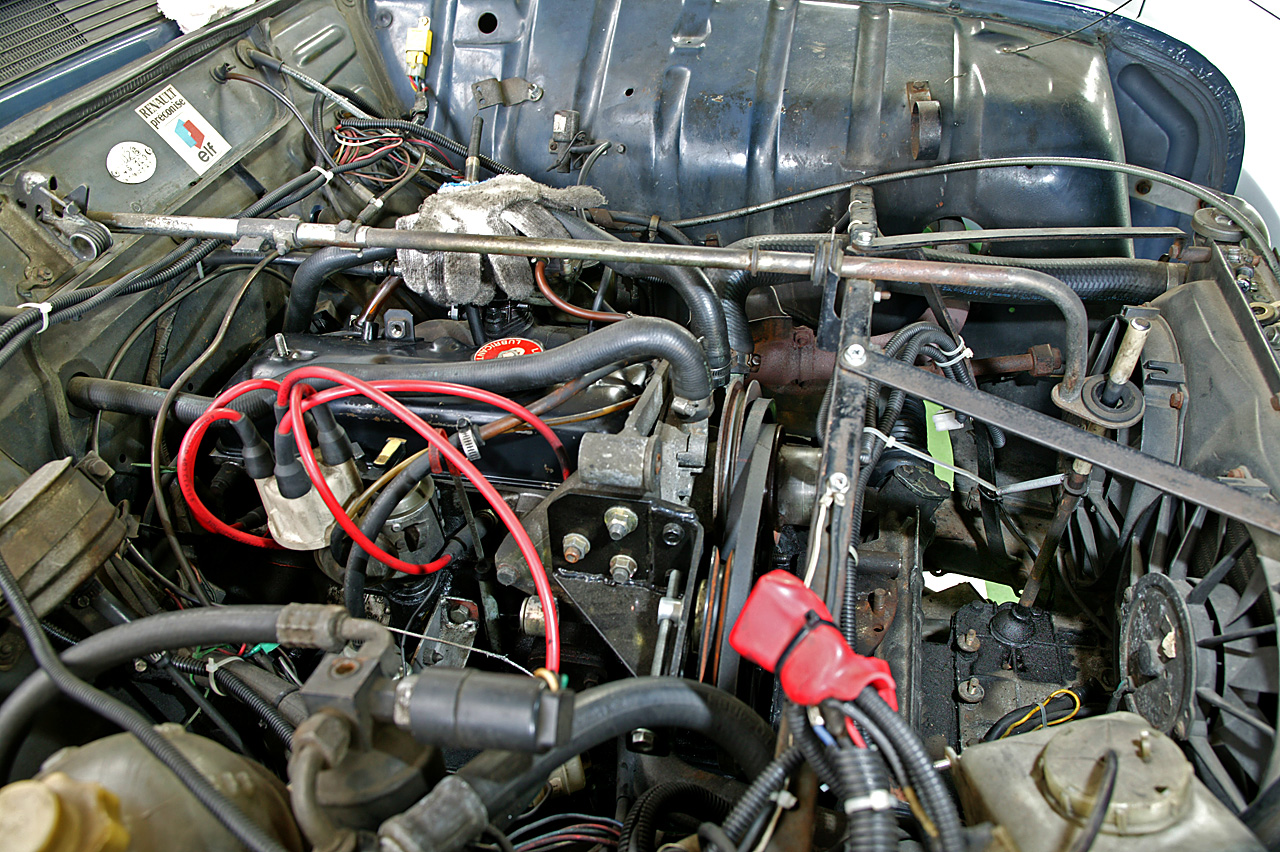
エンジンの上を通るシフト&セレクトロッド
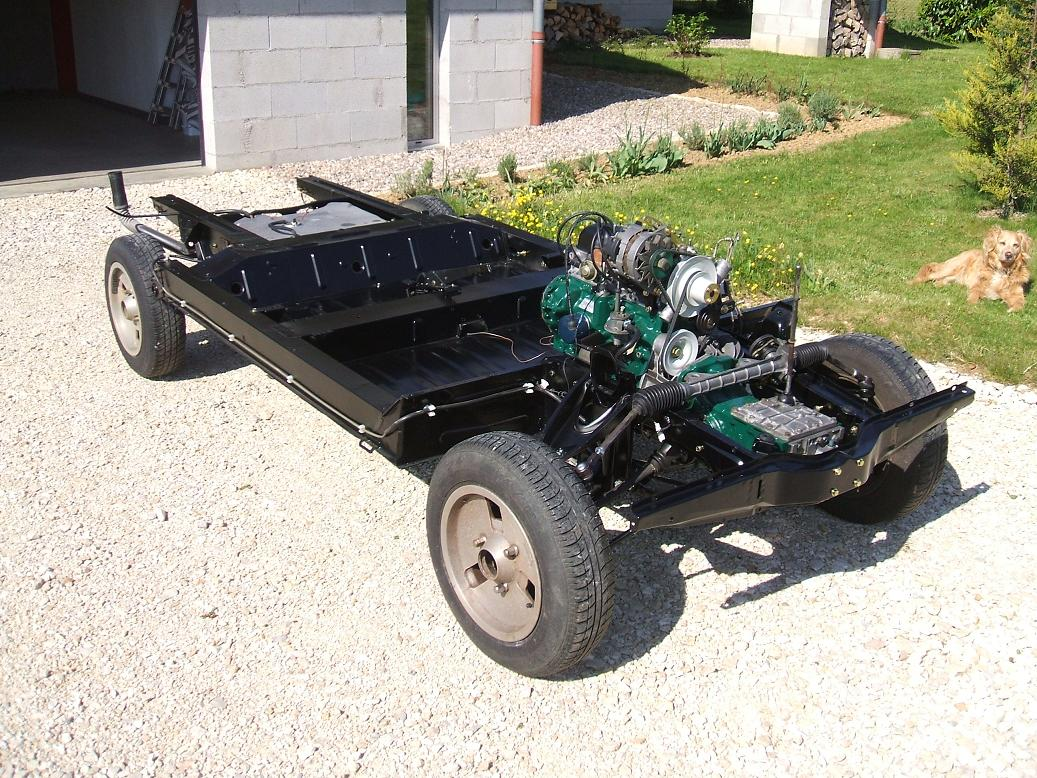
エンジン付きシャシ

## 2代目（4 E-tech Electric）
2024年10月に上記の「4」をオマージュしたデザインのコンパクトクロスオーバーSUV型BEV『4 E-Tech Electric（キャトル・イーテック・エレクトリック）』が発表され、2025年よりヨーロッパ各国で販売が開始されている。